# Флоріс IV
Флоріс IV (нід. Floris IV van Holland; 24 червня 1210 — 19 липня 1234) — граф Голландії і Зеландії в 1222—1234 роках.

## Життєпис
Походив з династії Герульфінгів. Старший син Вільгельма I, графа Голландії та Зеландії, й Аделаїди Гельдернської. Народився 1210 року. 1218 року втратив матір. У 1222 році після смерті батька успадкував його володіння. Через малий вік регентом став його родич Бодуен, граф Бентгайм. Він сприяв приєднанню до Голландії землі Алтена та імперської Фландрії, скориставшись складнощами графині Жанни I.
1224 року в Антверпені Флоріс IV пошлюбив представницю Брабантського дому і вдову Генріха VI Вельфа, пфальцграфа Рейнського. Дружині Флоріса IV на той час було 24 роки.
1227 року прийшов на допомогу Оттону II фон Ліппе, єпископу Утрехту, у війні проти феодала Рудольфа фон Кувордена з Дренте. Після загибелі єпископа у битві, Флоріс IV був учасником Дрентського хрестового походу, внаслідок якого 1230 року фон Кувордена було переможено. 1230 року викупив маєток в Дірка I ван Вассенара, неподалік від Гааги, де став зводити резиденцію Бінненгоф.
1234 року доєднався до хрестового походу проти селянської громади Штедінгер, що не бажала підкорятися Бременському архієпископству. Того ж року на знак успішних дій Флоріс IV організував лицарський турнір в Корбі, де загинув в герці з Філіппом Капетингом, графом Клермон-ан-Бовезі. Владу успадкував старший син Вільгельм II.

## Родина
Дружина — Матильда, донька Генріха I, герцога Брабанту
Діти:
- Вільгельм (1228—1256), граф Голландії і Зеландії, король Німеччини
- Флоріс (бл. 1228—1258)
- Аделаїда (1225—1284), дружина Жана I Авена, графа Ено
- Матильда (д/н — 1256)
- Маргарита (1234—1277), дружина графа Германа I фон Геннеберг-Кобург